# Кравченко Микола Іванович (будівельник)
Микола Іванович Кравченко (19 серпня 1929, село Велика Писарівка, тепер смт. Великописарівського району Сумської області — 2010, місто Єнакієве Донецької області) — український радянський діяч, бригадир компексної бригади арматурників будівельного управління «Промбуд» тресту «Макбуд» міста Єнакієве Донецької області. Герой Соціалістичної Праці (9.08.1958). Депутат Верховної Ради СРСР 6—7-го скликань.

## Біографія
Народився в селянській родині. Трудову діяльність розпочав у 1944 році колгоспником та конюхом колгоспу «Жовтень» Сумської області.
У 1946 році виїхав на відновлення Донбасу. Після закінчення Єнакіївської школи фабрично-заводського навчання з 1947 по 1949 рік працював арматурником, монтажником тресту «Єнакіївважбуд», майстром виробничого навчання Єнакіївської школи фабрично-заводського навчання Сталінської області.
У 1949—1975 роках — бригадир компексної бригади арматурників, виконроб будівельного управління «Промбуд» тресту «Єнакіївважбуд» (потім — «Макбуд») міста Єнакієве Сталінської (Донецької) області. Освіта середня спеціальна.
Член КПРС з 1956 року.
У 1975—1979 роках — голова виконавчого комітету Юнокомунарівської міської ради Донецької області.
У 1979—1994 роках — гірничий майстер шахти «Юний комунар» Єнакіївської міської ради Донецької області.
Потім — на пенсії в місті Єнакієве Донецької області.

## Нагороди
- Герой Соціалістичної Праці (9.08.1958)
- орден Леніна (9.08.1958)
- ордени
- медалі